# 헤라클레스의 기둥

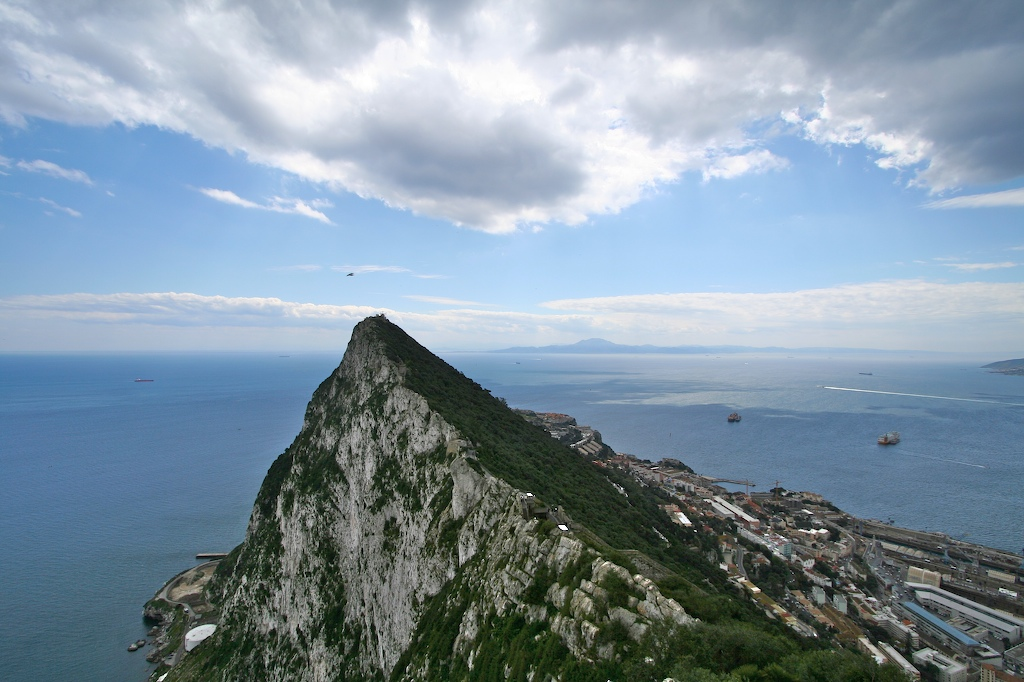
헤라클레스의 기둥; 앞쪽은 지브롤터 바위산, 배경은 북아프리카의 제벨 무사에 해당한다.

헤라클레스의 기둥(라틴어: Columnae Herculis, 영어: Pillars of Hercules, 스페인어: Columnas de Hércules)은 지브롤터 해협의 어귀 부분의 낭떠러지에 있는 바위이다. 기둥은 북쪽과 남쪽의 것으로 흔히 구별해 지칭하는데, 북쪽의 것은 영국령 지브롤터에 속해 있으며 '지브롤터 바위산'(Rock of Gibraltar)으로 불린다. 그러나 북아프리카 대륙 봉우리에 있는 남쪽 바위는 뚜렷한 역사적인 증거가 남아 있지 않아 아직까지도 학계에서 의견이 분분하다. 가장 설득력 있는 주장은 세우타에 있는 몬테 아초와 모로코에 있는 제벨 무사라는 곳이다.

## 유래

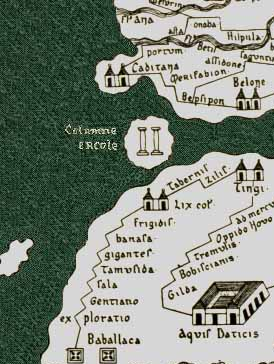
헤라클레스 기둥의 측사도

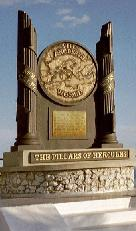
헤라클레스의 기둥 기념비

그리스 신화에 따르면 헤라클레스가 12가지 난제로 시험당했을 때 그 중 하나가 게리온의 양떼를 가장 서쪽지역에서 데려와 에우리스테우스에게 주는 것이었다. 이것은 헤라클레스가 12과업을 수행하는 과정 중 가장 서쪽에서 일어난 일이었다. 그리스의 고대 역사학자이던 스트라보는 그의 저서에서 시인 핀다로스의 유실된 시구 중 일부를 인용했다 "핀다로스가 "게이드의 문"이라고 부른 곳은 헤라클레스가 다다른 곳중 가장 먼 곳이었다"는 대목이 그것이다. 플라토는 일찍이 아틀란티스가 헤라클레스의 기둥 너머 어딘가에 사라져 버려 형체도 없이 없어져버렸다고 주장했다.
헤라클레스는 헤스페리데스 동산을 넘어 아틀라스 산맥을 건너가야 했다. 거대한 산을 오르는 대신 헤라클레스는 괴력을 이용해 산줄기를 없애버렸다. 때문에 당시 바다를 막고 있던 아틀라스 산맥이 갈라지면서 대서양과 지중해가 생겨났고 그 사이에 조그만 지브롤터 해협이 생겨나게 됐다고 한다. 부서진 산의 한 부분이 지브롤터이고 나머지 한 부분이 북아프리카의 세우타나 모로코의 제벨 무사라는 것으로 연관될 수 있다. 이후로 이 두 산줄기가 헤라클레스의 기둥으로 불리기 시작했으며 그 이름과 관련한 전설이 나타나기 시작했다. 훗날 디오도로스 시켈로스는 헤라클레스가 산맥 통째를 부순 것이 아니라 단순히 이미 있던 해협의 너비를 좁혀서 대서양을 통해 지중해로 넘어오려는 괴물들을 막은 것이라고 적었다.

## 기둥의 의미
헤라클레스의 기둥은 스페인 국가 문장에도 나오며 그 연원은 스페인의 왕이자 신성로마제국의 황제였던 카를 5세에서 시작한다. 그의 좌우명이었던 ‘플루스 울트라(Plus ultra) ’는 헤라클레스의 기둥을 넘어서는 안 된다는 금기를 깨고 더 큰 세상으로 나아가 신세계를 발견하려는 야망으로 대변된다. 또한 스페인이 이미 확보하고 있던 해외 식민지를 상징하는 용어이기도 했다.

## 페니키아
페니키아인들은 현재 모로코 일대에 주요 식민지를 개척했고 무역을 장악했다. 페니키아 무역인들은 강력한 해군력을 바탕으로 헤라클레스의 기둥을 통해 군기지를 만들고 대서양 연안과 맞닿는 곳에 연이어 도시를 건설했다. 릭서스에서 첼라 마지막으로 모가도르가있었다.